# Sitobion bambusicola
Sitobion bambusicola är en insektsart. Sitobion bambusicola ingår i släktet Sitobion och familjen långrörsbladlöss. Inga underarter finns listade i Catalogue of Life.